# Con (botanică)

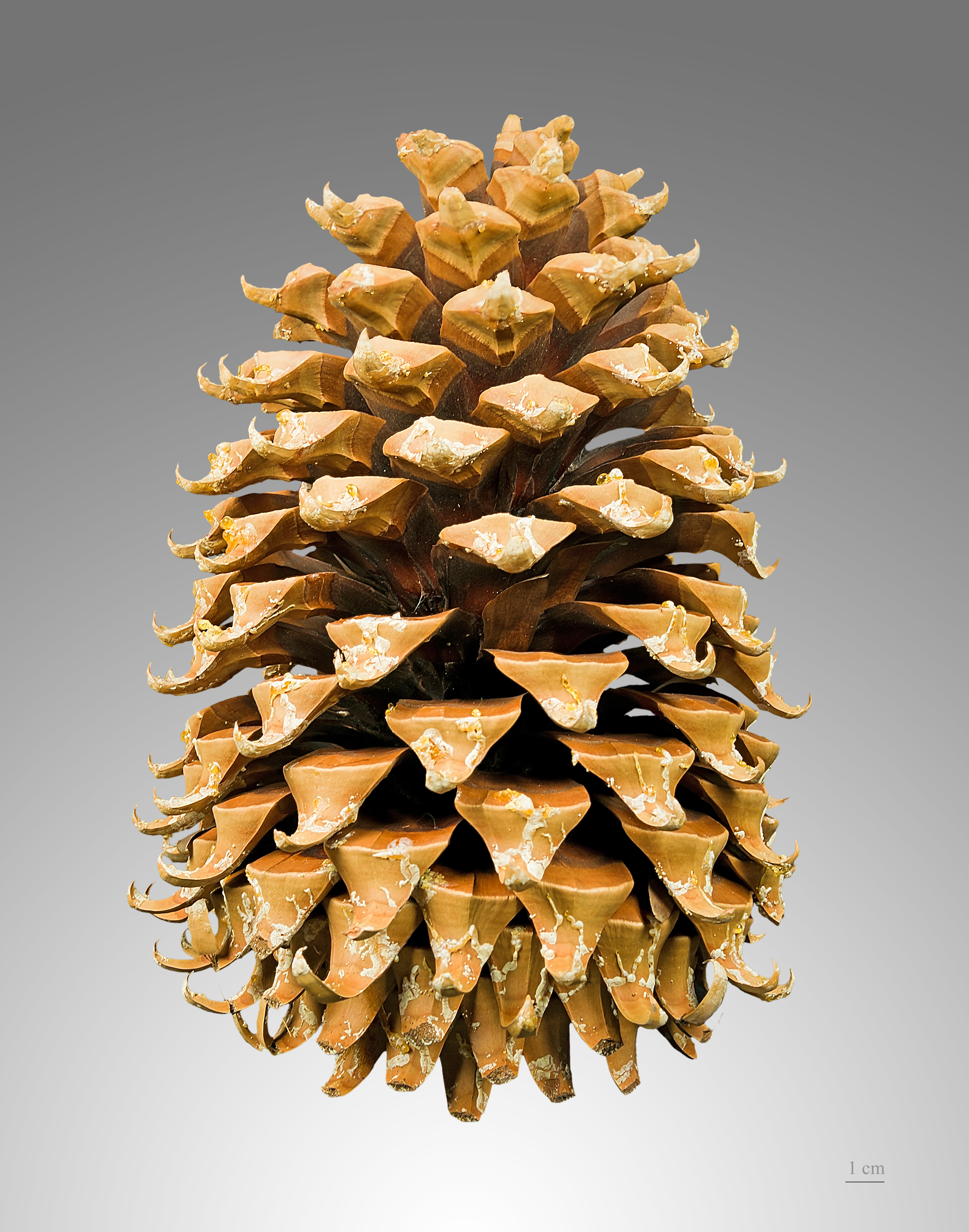
Con de Pinus coulteri

În botanică, termenul con se referă la inflorescența fructiferă a rășinoaselor (brad, molid etc.), formată dintr-un ax cu numeroși solzi lemnoși.
În general este de formă conică, ovoidă, cilindrică sau sferică.
O altă accepție a termenului este cea de con vegetativ, care desemnează extremitatea unei axe tulpinale în curs de creștere, formată din celule inițiale și un țesut tânăr, precum și organele anexe ale acestora.
Celulele inițiale sunt acele celule care, prin diviziuni succesive, dau naștere tuturor celulelor care alcătuiesc vârful vegetativ al unei plante.
Acest articol conține text din Dicționarul enciclopedic român (1962-1966), aflat acum în domeniul public.